# Bettendorfsches Schloss (Eubigheim)

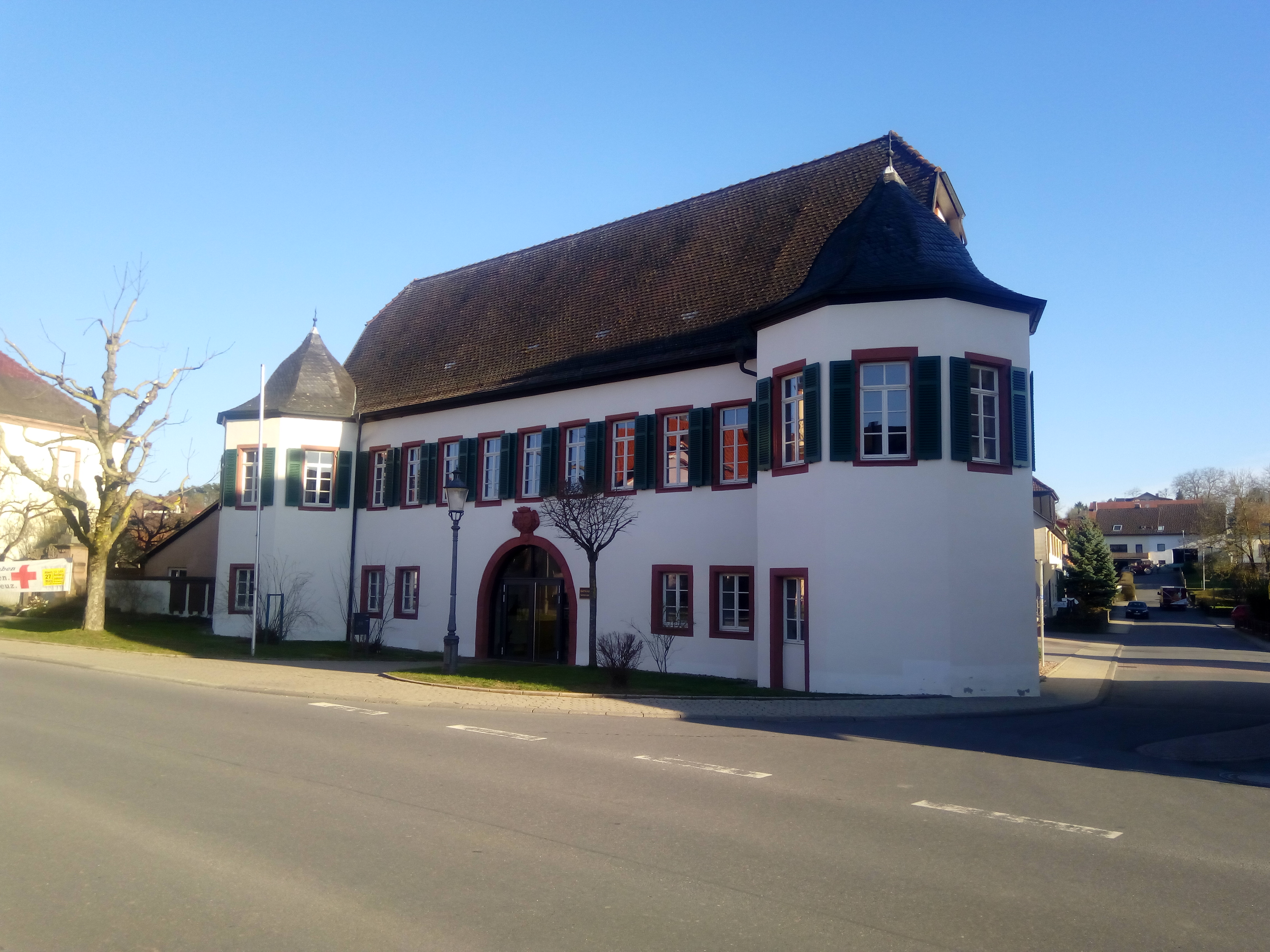
Blick auf das Bettendorfsche Schloss in Eubigheim, heute Sitz des Rathauses der Gemeinde Ahorn

Das Bettendorfsche Schloss, auch Schloss Eubigheim sowie Unteres Schloss, ist ein Schloss in Eubigheim, einem Ortsteil der Gemeinde Ahorn im Main-Tauber-Kreis in Baden-Württemberg. Es dient heute als Rathaus der Gemeinde Ahorn und liegt in der Schlossstraße, vor dem abgegangenen Oberen Schloss Eubigheim.

## Geschichte
Das Bettendorfsche Schloss wurde im Jahre 1566 erbaut und diente den Freiherren von Bettendorff als Sitz. Um das Jahr 1770 wurde ein Neubau errichtet. Ab 1867 diente das Schloss der Altgemeinde Eubigheim als Rathaus. Nachdem Eubigheim am 1. Dezember 1971 in die neue Gemeinde Ahorn eingegliedert wurde, dient das Schloss seitdem der Gemeinde Ahorn als Rathaus.

## Anlage
Es handelt sich um einen zweigeschossigen Winkelhakenbau mit Walmdach und zwei Ziertürmchen.